# Мусалаев, Муса
Муса Мусалаев (3 апреля 1979, Гурьев, Казахская ССР — 18 ноября 2016, Ной-Ульм, Германия) — известный татарский боец по прозвищу «Prince», капитан татарской команды «Prince Team». Указом Президента Республики Татарстан Рустама Минниханова был назначен Официальным послом Универсиады в Казани 2013 года.

## Биография
Успешно выступал и в смешанных единоборствах, завоевав мировые титулы по версиям BUSHIDO FC и Verdict FC. Всего в кикбоксинге боец одержал 17 побед, а в ММА — 15, при этом не потерпев ни одного поражения. Тем не менее спортсмен ни разу не принимал участия в турнирах, которые проводились под эгидой союза ММА России,
Советник Полномочного Представителя Республики Татарстан в РФ Равиля Ахметшина по вопросам физической культуры и спорта в 2010—2013 годах. Однако сам Ахметшин эту информацию опровергал .
В 2013 году был назначен официальным послом Универсиады в Казани.
С 2013 года постоянно проживал в Германии.
Серьёзно изучал историю средних веков, литературу, писал стихи, сказки и колыбельные для детей. Имел два высших образования — гуманитарное и экономическое.
Был вовлечен в скандал с рукоприкладством в отношении несовершеннолетнего, также указывалось на выступление под различными именами (Михаил Григорьев и Мусало Катимович) .

## Титулы
- Чемпион мира по кикбоксингу К-1 (Украина г.Львов) 2012 г.
- Чемпион мира по кикбоксингу К-1 (Украина г.Донецк) 2012 г.
- Интерконтинентальный чемпион DKKO К-1 (Германия г.Леверкузен) 2012 г.
- Чемпион мира MMA Verdict FC (Россия г.Москва) 2012 г.
- Чемпион мира MMA BUSHIDO FC (Польша г.Люблин) 2011 г.
- Чемпион мира К-1 King Of Kings (Литва г.Вильнюс) 2011 г.
- Чемпион Европы BUSHIDO FC (Молдова г.Кишинев) 2011 г.
- Чемпион мира по кикбоксингу WBKF (Россия г.Одинцово) 2010 г.
- Чемпион мира по тайскому боксу (Таиланд г.Хуа-Хин) 2009 г.
- Чёрный пояс 5 Дан BUSHIDO.

## Убийство
Муса Мусалаев был застрелен 18 ноября 2016 года около 18-ти часов у подъезда своего дома неизвестным в маске, который скрылся с места преступления на автомобиле.